# Diadelia retrospinicollis
Diadelia retrospinicollis là một loài bọ cánh cứng trong họ Cerambycidae.